# 中国山口駅伝
中国山口駅伝（ちゅうごくやまぐちえきでん）は、2019年まで毎年1月に山口県で行われた駅伝。山口県教育委員会、山口県陸上競技協会、中国新聞社主催。

## 駅伝概要
宇部市役所をスタートし、周南市役所をゴールとする84.4kmで行われた。1937年から始まり、2019年で第82回大会を数える長い歴史を持った。
一般、郡市、高校の三部門で記録を競う。いずれも山口県・広島県の実業団、高校のチームが主で、他に教育委員会、自衛隊などのチームの参加もあった。時に福岡、島根からの参加も過去にはあった他、中国駅伝から移行する形で遠隔地の企業・大学が参加した例もある。高校では、広島県立世羅高等学校、山口県立西京高等学校などの地元有力校が参加した他、兵庫県立西脇工業高等学校などの強豪高校が招待されていた。

## コース
- 1区 - 宇部市役所→（国道190号）→山口市立阿知須中学校前 (15.1km)
- 2区 - 山口市立阿知須中学校前→（国道190号・国道9号）→山口市小郡文化資料館前 (11.3km)
- 3区 - 山口市小郡文化資料館前→（国道9号）→山口県庁前 (11.9km)
- 4区 - 山口県庁前→（国道9号・国道262号）→JA山口中央小鯖支所前 (10.4㎞)
- 5区 - JA山口中央小鯖支所前→（国道262号・県道54号）防府市八王子 (8.7㎞)
- 6区 - 防府市八王子→（山口県道54号・防府市道・県道58号・国道2号）→周南市戸田駅前 (15.9㎞)
- 7区 - 周南市戸田駅前→（国道2号・県道347号）→周南市役所 (11.1㎞)

## 中継
- ラジオでは例年山口放送（KRY）が完全中継し、中国放送（RCC）でも12:00から放送していた。
- 1995年〜1999年は中国駅伝からの流れでテレビでも12:55から中国放送（RCC・幹事局）・テレビ山口（tys）共同制作で放送されていた。メインの実況はRCCのアナウンサーが、リポーターはRCC・tysのアナウンサーが担当していた。

## トラブルと大会の廃止
- 2019年1月27日に行われた第82回大会において、最終7区の国道2号線上において2位で走行していた中電工の走者が横の車線からコース内に侵入してきた軽乗用車と接触する事故が発生。中電工はそのまま棄権する事態となり、大会終了後に運営責任者が陳謝する事態となった[1]。このことを受け、主催者が再発防止策を検討したが、人員の確保や運営費の増大などで継続は困難と判断し、大会の継続を断念することになった[2]。